# Šemnice

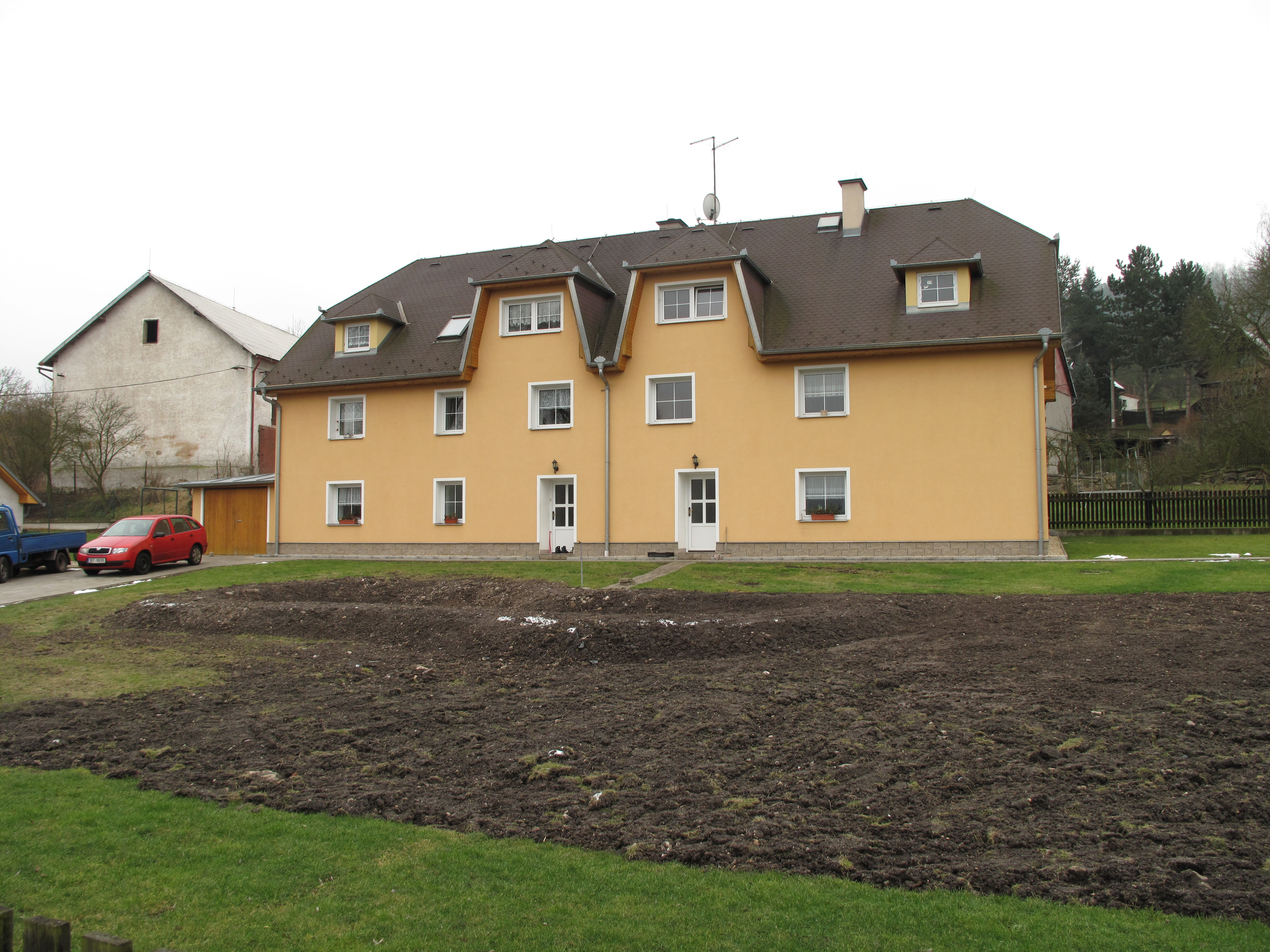
Häuser von Šemnice

Šemnice (deutsch Schömitz) ist eine Gemeinde in Tschechien. Sie liegt sieben Kilometer östlich von Karlovy Vary und gehört zum Okres Karlovy Vary. Der Gemeindesitz ist Dubina.

## Geographie

### Lage
Šemnice befindet sich rechtsseitig über dem Tal der Eger im Karlsbader Gebirge. Östlich liegt das Duppauer Gebirge, das als Truppenübungsplatz Hradiště größtenteils Sperrgebiet ist. Šemnice ist nach allen Richtungen durch bewaldete Höhenzüge geschützt. Gegen Südwesten erstreckt sich das Landschaftsschutzgebiet CHKO Slavkovský les. Nördlich verläuft die Staatsstraße II/222 zwischen Karlovy Vary und Kyselka durch das Egertal. Im Norden erheben sich der Na Pastvinách (516 m. n.m.) und der Studený vrch (Kalteberg; 569 m. n.m.), nordöstlich die Bučina (Buchkoppe; 582 m. n.m.), der Švédlův vrch (Schwedelberg; 550 m. n.m.) und der Na Klobouku (604 m. n.m.), im Osten der Lučinský vrch (535 m. n.m.) und der Šibeniční vrch (485 m. n.m.), südlich die Podkova (Schottenberg; 749 m. n.m.) und der Kamenný vrch (628 m. n.m.), im Südwesten die Šemnická skála (Schömitzstein; 645 m. n.m.) und der Bukový vrch (Hillberg; 700 m. n.m.) sowie nordwestlich die Tokaniště (482 m. n.m.) und der Lysý vrch (Steinhübel; 512 m. n.m.).
Umliegende Ortschaften sind Na Valově, U mostu (Egerbrück), Pulovice (Pullwitz) und Nová Kyselka (Rittersgrün) im Norden, Kyselka (Gießhübl Sauerbrunn) im Nordosten, Dubina (Eichenhof) im Osten, Beraní Dvůr (Hammelhof) im Südosten, Činov (Schönau) und Andělská Hora (Engelhaus) im Süden, Olšová Vrata (Espenthor), Vratské Údolí (Morgenstern) und Hůrky (Berghäusel) im Südwesten, Sedlečko (Satteles) im Westen sowie Muzikov (Musikau) im Nordwesten.

### Nachbargemeinden
|              | Sadov                                       | Kyselka            |
| Karlovy Vary | Kompassrose, die auf Nachbargemeinden zeigt | Doupovské Hradiště |
|              | Andělská Hora                               |                    |

## Geschichte
Seit dem Beginn des 13. Jahrhunderts gehörte die Gegend um Šemnice zu den Besitzungen des Zisterzienserklosters Ossegg. Das Dorf entstand an einem von Schlackenwerth ins Tepler Hochland führenden Handelsweg.
Nach der Ortschronik soll Šemnice 1203 gegründet wurden sein, was jedoch nicht belegt ist. Die erste nachweisliche Erwähnung des Dorfes erfolgte im Jahre 1239.
1434 entzog König Sigismund das Gebiet dem Kloster und verpfändete es zusammen mit den Herrschaften Elbogen, Engelsburg und Schlackenwerth seinem Kanzler Kaspar Schlick, der es der Herrschaft Engelsburg zuschlug. Nach dem Dreißigjährigen Krieg wurde die Herrschaft Engelsburg als konfiszierter Besitz des Leonhard Colonna von Fels 1622 an Hermann Czernin von Chudenitz verkauft. In dieser Zeit wurde Engelsburg an die Herrschaft Gießhübel angeschlossen. 1829 trat Johann Anton Hladik die Herrschaft Gießhübel gemeinschaftlich seiner Tochter Antonia und dem Schwiegersohn Wilhelm von Neuberg ab. Letzterer ließ kurz darauf den Buchsäuerling im Egertal durch eine Straße von Karlsbad erschließen und ein Gasthaus mit Stallungen errichten, so dass er zunehmend von Karlsbader Kurgästen und anderen Fremden aufgesucht wurde.
Im Jahre 1845 bestand das im Elbogener Kreis am Fuße des Schömitzsteins gelegene Dorf Schömitz aus 23 Häusern mit 120 deutschsprachigen Einwohnern. Nach Schömitz konskribiert waren die Dominikalansiedlung Hammelhof, die Egermühle oder Neumühle, die Pfaffenmühle sowie die aus einem Gasthaus und einem Brunnengebäude bestehende Einschicht Buchsäuerling. Pfarrort war Zwetbau. Bis zur Mitte des 19. Jahrhunderts blieb Schömitz der Herrschaft Gießhübel untertänig.
Nach der Aufhebung der Patrimonialherrschaften bildete Schömitz / Šemnice ab 1849 mit dem Ortsteil Eichenhof, dem Weiler Hammelhof, dem südlichen Teil des Kurortes Gießhübl-Puchstein sowie einem Anteil von Egerbrück eine Gemeinde im Gerichtsbezirk Karlsbad. Ab 1868 gehörte Schömitz zum Bezirk Karlsbad. Im Jahre 1869 bestand das Dorf aus 26 Häusern und hatte 186 Einwohner. Im Jahre 1900 hatte Schömitz 181 Einwohner, 1910 waren es 206. Nach dem Ersten Weltkrieg zerfiel der Vielvölkerstaat Österreich-Ungarn, die Gemeinde wurde 1918 Teil der neu gebildeten Tschechoslowakischen Republik. Beim Zensus von 1921 lebten in den 81 Häusern der Gemeinde 564 Personen, davon 563 Deutsche und ein Tscheche; in den 31 Häusern des Ortsteils Schömitz lebten 162 Personen.
1930 bestand das Dorf Schömitz aus 36 Häusern und hatte 221 Einwohner, in der Gemeinde lebten 628 Personen. Nach dem Münchner Abkommen wurde Schömitz 1938 dem Deutschen Reich zugeschlagen und gehörte bis 1945 zum Landkreis Karlsbad. Im Jahre 1939 hatte die Gemeinde 589 Einwohner. Im Zuge der Zusammenlegung der Gemeinden Rodisfort, Rittersgrün und Unter Lomitz zur Gemeinde Gießhübl Sauerbrunn wurde 1942 auch die Schömitzer und Zwetbauer Anteile des Kurortes Gießhübl-Sauerbrunn in die neue Gemeinde eingegliedert. Zugleich wurde der zuvor zu Rittersgrün gehörige linksegrische Teil von Egerbrück einschließlich der Beerenhäusel nach Schömitz umgemeindet. Nach dem Ende des Zweiten Weltkrieges kam Šemnice zur wiedererrichteten Tschechoslowakei zurück. Die Bildung der Gemeinde Gießhübl Sauerbrunn wurde 1945 wieder rückgängig gemacht. Nach der Aussiedlung der deutschen Bewohner wurde das Dorf mit Tschechen wiederbesiedelt. 1950 schlossen sich die Gemeinden Dolní Lomnice, Radošov und Rydkéřov inklusive der Šemnicer und Svatoborer Anteile des Kurortes Kysibl Kyselka erneut zusammen und bildeten die Gemeinde Kyselka. Zwischen 1946 und 1960 gehörte Šemnice zum Okres Karlovy Vary-okolí. 1950 lebten in den 26 Häusern des Dorfes Šemnice nur noch 71 Personen. Im selben Jahr erfolgte die Eingemeindung von Hartmanov, Pulovice und Sedlečko. Im Zuge der Gemeindegebietsreform von 1960 wurde die Gemeinde dem Okres Karlovy Vary zugeordnet. Beim Zensus von 1991 bestand das Dorf Šemnice aus 26 Häusern und hatte 171 Einwohner. Im Jahre 2001 lebten in den 157 Häusern der Gemeinde Šemnice 567 Personen, davon 232 in den 57 Häusern von Sedlečko mit Muzikov, 139 in den 47 Häusern von Dubina, 138 in den 37 Häusern von Šemnice mit Beraní Dvůr und U mostu (69 Einwohner) sowie 58 in den 16 Häusern von Pulovice.

## Gemeindegliederung
Die Gemeinde Šemnice besteht aus den Ortsteilen Dubina (Eichenhof), Pulovice (Pullwitz), Sedlečko (Satteles) und Šemnice (Schömitz). Grundsiedlungseinheiten sind Dubina, Pulovice, Sedlečko, Šemnice und U mostu (Egerbrück). Zu Šemnice gehören außerdem die Ortslagen Beraní Dvůr (Hammelhof) und Muzikov (Musikau).
Das Gemeindegebiet gliedert sich in die Katastralbezirke Pulovice, Sedlečko u Karlových Var und Šemnice. Der Katastralbezirk Šemnice umfasst eine Fläche von 390 ha, von denen 277 ha auf die Grundsiedlungseinheit Šemnice, 60 ha auf Dubina und 52 ha auf U mostu entfallen.

## Sehenswürdigkeiten

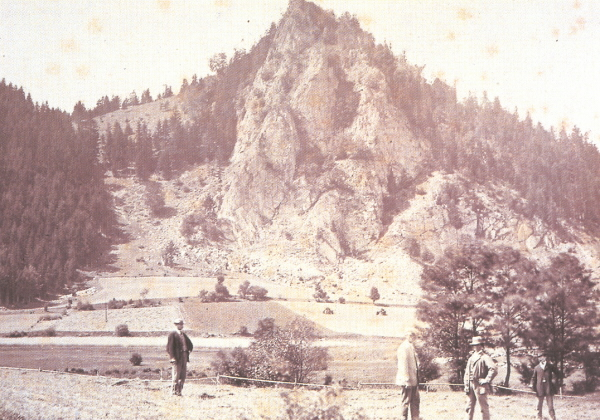

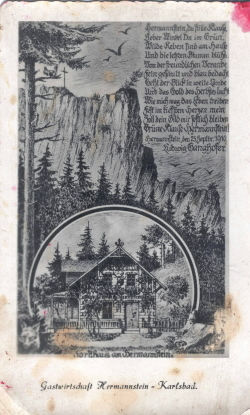

- Šemnická skála (Hermannstein, auch Schömitzstein; 641 m. n.m.) südwestlich des Dorfes. Das Bild von 1870 zeigt im Hintergrund den sagenumwobenen Herrmannstein. Hinter der sichtbaren Absperrung befindet sich seit 1979 ein fischreicher See, der in den Sommermonaten auch als Badesee durch die Bevölkerung genutzt wird. Das andere Bild zeigt das nicht mehr existente Gasthaus Hermannstein.